# 阴道隔
阴道隔（英語：vaginal septum），是指阴道在发育中出现先天性的分区，其中隔膜可能是横向或纵向的。
阴道发育异常是因胚胎发育过程中副中肾管发育受到干扰产生。比如双侧副中肾管会合后，未向尾端伸展成阴道，则形成先天性无阴道；会合后的副中肾管的最下端，末贯通或部分贯通，则形成阴道闭锁或阴道狭窄；双侧副中肾管连合后，其尾端和尿生殖窦相连接处末贯通或部分贯通，而形成阴道横隔；双副中肾管会合后，中隔未消失，则形成阴道纵隔。

## 阴道纵隔
阴道纵隔会有完全和部分纵隔两种。完全纵隔常合并双子宫，很少有性交困难，对分娩多无影响；不完全纵隔，分娩时可阻碍胎先露下降或造成纵隔撕裂、出血。合并子宫颈及子宫畸形者，可造成不孕。阴道检查完全纵隔将阴道分为两个孔道，一侧较宽大，一侧较小。

## 阴道横隔
阴道横隔多位于阴道中上部，横隔部位高者，一般无临床症状，横隔部位低者可影响阴道长度，发生性交困难或怀孕障碍。完全性横隔少见，可表现原发性闭经、周期性腹痛等。多数在横隔中央或侧方有孔，孔大者呈轮状，孔小者很难被发现。肛诊可在百端以上们及隆起的球形块，于此块上方有增大子宫。穿刺吸出积血后，可明确诊断和治疗。

## 阴道斜隔
阴道斜隔是指双子宫、双官颈、双阴道，一侧阴道完全或不完全闭锁的先天畸形。完全闭锁者出现严重病经，经常一侧下腹部疼痛。不完全闭锁者出现有痛经及下腹部疼痛，经期延长；有时有脓性排液伴臭味，检查阴道旁有膨出囊肿。